# Thorondir
Thorondir es un personaje ficticio que pertenece al legendarium creado por el escritor británico J. R. R. Tolkien y cuya historia es narrada en los apéndices de la novela El Señor de los Anillos. Es un dúnadan, vigésimo tercer Senescal Regente de Gondor. Hijo de Belecthor II, nació en Minas Tirith en 2782 T. E.. Su nombre es sindarin y puede traducirse como «águila real». 
Sucedió a su padre en 2872 T. E. Murió en 2882 T. E., tras apenas diez años de reinado. Fue sucedido por su hijo Túrin
- Robert Foster, Enciclopedia de la Tierra Media , p. 264.